# Kumo, Nigeria
Kumo este un oraș din Nigeria. Limbi vorbite de nativi: Fulani, Hausa, Tangale, Waja, Tera, Jonjo, Jukun, Kamu, Kanuri.